# Panhala
Panhala là một thành phố và là nơi đặt hội đồng đô thị (municipal council) của quận Kolhapur thuộc bang Maharashtra, Ấn Độ.

## Địa lý
Panhala có vị trí 16°49′B 74°07′Đ / 16,82°B 74,12°Đ Nó có độ cao trung bình là 754 mét (2473 feet).

## Nhân khẩu
Theo điều tra dân số năm 2001 của Ấn Độ, Panhala có dân số 3450 người. Phái nam chiếm 57% tổng số dân và phái nữ chiếm 43%. Panhala có tỷ lệ 83% biết đọc biết viết, cao hơn tỷ lệ trung bình toàn quốc là 59,5%: tỷ lệ cho phái nam là 88%, và tỷ lệ cho phái nữ là 76%. Tại Panhala, 10% dân số nhỏ hơn 6 tuổi.